# Liberales Forum

Liberales Forum (LIF)

Liberales Forum (LIF), "Liberala forumet", var ett liberalt parti i Österrike, som grundades den 4 februari 1993 och upplöstes den 25 januari 2014 genom att partiet sammanslogs med NEOS, ett annat liberalt parti.

## Historia

2014 slogs LIF samman med NEOS

Efter andra världskriget dominerade Socialdemokraterna (SPÖ) och Österrikiska folkpartiet (ÖVP) Österrikes politiska arena. Dessa två partier representerade det socialistiska skiktet respektive det katolsk-konservativa skiktet. 1956 grundades Frihetspartiet (FPÖ) som hade sina rötter i det så kallade tredje skiktet som bestod av liberaler och tysknationella. Partiet saknade brett stöd i befolkningen. Det ändrades 1986 när Jörg Haider blev FPÖ:s partiledare. Hans övertagande innebar en politisk förskjutning i högernationalistisk och högerpopulistisk riktning. Till följd av denna utveckling lämnade de liberala krafterna inom FPÖ under ledning av Heide Schmidt partiet den 4 februari 1993 och bildade Liberales Forum (LIF).
Efter sitt upprättande hade LIF i början av 1990-talet ett förhållandevis starkt stöd på omkring 5 till 6 procent och kring 10 mandat (av totalt 183 mandat) i nationalrådet. Vid nationalrådsvalet 1999 fick LIF 3,7 procent av rösterna. Därmed hamnade partiet under fyraprocentspärren och åkte ut ur nationalrådet. Sedan 1999 har LIF aldrig vunnit ett eget mandat i ett val. Partiet har legat på omkring 2 procent. LIF avstod från att ställa upp i nationalrådsvalet 2006 och partiets företrädare rekommenderade att rösta för SPÖ i valet. I utbyte mot detta samarbete fick LIF:s partiledare Alexander Zach ett av SPÖ:s mandat i nationalrådet efter valet.
Inför nationalrådsvalet 2013 bildade LIF en valallians med NEOS, ett liberalt parti som grundades i oktober 2012. Denna valallians fick 5 procent av rösterna vid valet 2013 och lyckades att komma in i nationalrådet. Den 25 januari 2014 slogs NEOS och LIF samman. Därmed upphörde LIF att existera som ett självständigt parti och det nybildade partiet fortsätter under namnet NEOS – Das neue Österreich und Liberales Forum.

## Europeiskt samarbete
LIF var medlem i Europeiska liberala, demokratiska och reformistiska partiet (ELDR), numera Alliansen liberaler och demokrater för Europa (ALDE). Vid Europaparlamentsvalet 1996 fick partiet 4,3 procent av rösterna och vann ett mandat. Friedhelm Frischenschlager utsågs som LIF:s representant i Europaparlamentet. Vid Europaparlamentsvalet 1999 fick LIF 2,7 procent av rösterna och hamnade under fyraprocentspärren. LIF vann inte heller några mandat i Europaparlamentsvalet 2004, men Karin Resetarits gick över från Hans-Peter Martins lista till LIF den 7 juni 2005. Hon satt den resterande delen av mandatperioden fram till 2009 i ALDE-gruppen.

## Valresultat
| Val  | Andel               | Mandat   | Ref   |
| ---- | ------------------- | -------- | ----- |
| 1994 | 6,0 procent         | 11 / 183 | [ 3 ] |
| 1995 | 5,5 procent         | 10 / 183 | [ 4 ] |
| 1999 | 3,7 procent         | 0 / 183  | [ 5 ] |
| 2002 | 1,0 procent         | 0 / 183  | [ 6 ] |
| 2006 | deltog ej           | 0 / 183  | [ 7 ] |
| 2008 | 2,1 procent         | 0 / 183  | [ 8 ] |
| 2013 | valallians med NEOS | 0 / 183  | [ 9 ] |

| Val  | Andel       | Mandat | Ref    |
| ---- | ----------- | ------ | ------ |
| 1996 | 4,3 procent | 1 / 21 | [ 10 ] |
| 1999 | 2,7 procent | 0 / 21 | [ 11 ] |
| 2004 | deltog ej   | 0 / 18 | [ 12 ] |
| 2009 | deltog ej   | 0 / 17 | [ 13 ] |

## Partiföreträdare
- 1993–2000: Heide Schmidt
- 2000–2000: Christian Köck

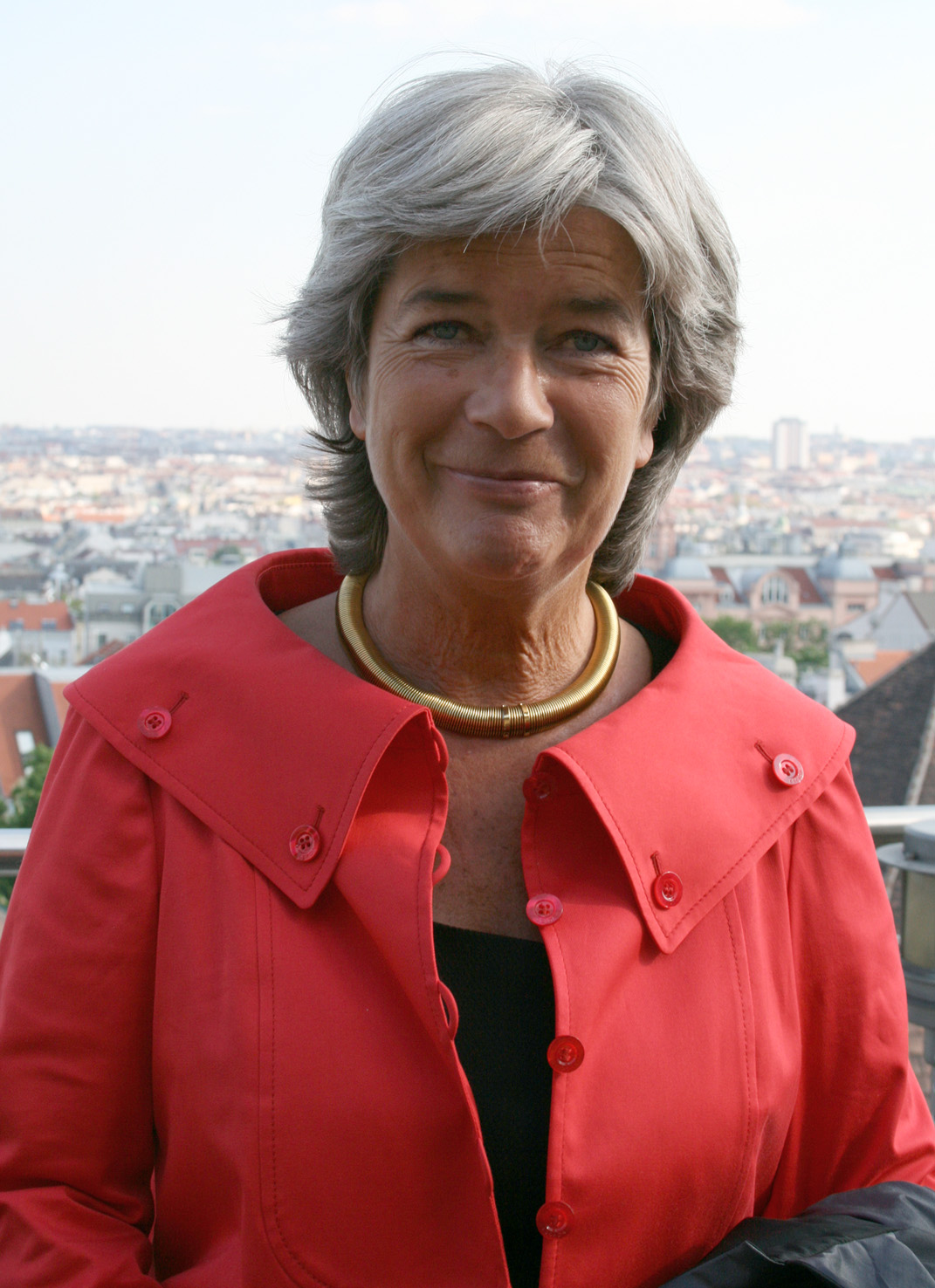
Heide Schmidt grundade LIF 1993

- 2000–2001: Friedhelm Frischenschlager
- 2001–2008: Alexander Zach
- 2008–2008: Heide Schmidt
- 2008–2009: Werner Becher
- 2009–2013: Angelika Mlinar